# Shannonomyia (Shannonomyia) cacoxena mendica
Shannonomyia (Shannonomyia) cacoxena mendica is een ondersoort van de tweevleugelige Shannonomyia (Shannonomyia) cacoxena uit de familie steltmuggen (Limoniidae). De ondersoort komt voor in het Neotropisch gebied.